# Juárez kommun, Chiapas
Juárez är en kommun i Mexiko.   Den ligger i delstaten Chiapas, i den sydöstra delen av landet, 700 km öster om huvudstaden Mexico City.
Följande samhällen finns i Juárez:
- Pueblo Juárez
- El Triunfo 1ra. Sección
- Doctor Belisario Domínguez
- Allende 1ra. Sección
- El Triunfo 2da. Sección
- El Paraíso
- Huapaque 1ra. Sección
- Mundo Nuevo Abajo
- Corozal 1ra. Sección
- Hidalgo
- El Triunfo 3ra. Sección
- Huapaque 2da. Sección
- El Triunfo
- Libertad 1ra. Sección
- Aldama 1ra. Sección
- Galeana 2da. Sección
- Allende 2da. Sección
- La Arena
- Nicolás Bravo 1ra. Sección
- Morelos 2da. Sección
- Mundo Nuevo Arriba
- Nicolás Bravo 2da. Sección